# Miss Universe Slovenije 2015
Miss Universe Slovenije 2015 je bilo lepotno tekmovanje, ki je potekalo 3. oktobra 2015 v Festivalni dvorani Grand Hotela Union v Ljubljani.
Miss fotogeničnosti so izbrali uporabniki Facebooka, miss simpatičnosti pa tekmovalke. Publiki so bile tekmovalke predstavljene na posnetkih s priprav. Nastopilo je 10 deklet, ki so predstavila v oblačilih za prosti čas, kopalkah in večernih oblekah.
Prireditev je vodila Kaly Kolonić.

### Uvrstitve in nagrade
- zmagovalka Ana Haložan, 19 let, Slovenske Konjice, študentka, 20.000 evrov za študij na Zagrebški šoli ekonomije in managementa (ZŠEM).
- 1. spremljevalka Urška Novak, 23 let, Maribor
- 2. spremljevalka Anja Kragelj, 21 let, Štore
- miss fotogeničnosti Katja Trdan, 20 let, Kočevska Reka
- miss simpatičnosti Danijela Zagorščak, 27 let, Koper

### Sponzorji
Kopalk in večerne obleke so bile delo hrvaške kreatorke poročnih oblek, Vesne Sposa, ki je prispevala tudi oblačila za Haložanovo za svetovni izbor.

### Glasbeni in plesni gostje
Nastopili so Alya, 6pack Čukur, Eli s plesalci Maestro, Plesno mesto, Elvisovi posnemovalci Sam's Fever in plesalca salse, Giancarlo in Masha.

### Kritike
Varnostnik najprej ni spustil predstavnikov medijev, ki so bili brez vabil. Običajna publika je bila izključena. Asistentka produkcije je preveč časa prebila na odru. Med prenosom prireditve je YouTube zaradi kršitve avtorskih pravic umaknil zvok, ker se je v ozadju predvajala glasba Taylor Swift, Ellie Goulding, Katy Perry in drugih. Prevečkrat se je omenilo, v katerem hotelu so bile nastanjene tekmovalke. Glasbeniki so peli na playback. Zaradi velikih stroškov organizacije je bilo v ospredju oglaševanje, ki odbija javnost in medije. 12 članov žirije od 14 je bilo predstavnikov sponzorjev, ki so bili večinoma iz Hrvaške. Voditeljica je pogovor z enim od njih, doktorjem Antejem (Barišićem s klinike Svjetlost, ki jo je Kolonićeva tudi drugače oglaševala) izkoristila za razlaganje o tem, da slabo vidi in da se veseli operacije pri njih. 

## Miss Universe
Haložanova je na svetovni izbor v Las Vegasu s sabo med drugim odnesla obleko z idrijsko čipko. Na tekmovanju Miss Universe ni nastopila, ker je v Las Vegasu padla v kopalnici.